# Wszczęcie postępowania administracyjnego
Wszczęcie postępowania administracyjnego – moment inicjujący postępowanie administracyjne przed organem pierwszej instancji. W polskim kodeksie postępowania administracyjnego opisany w art. 61-66.

## Sposoby wszczęcia
Postępowanie administracyjne może być wszczęte zasadniczo na dwa sposoby - z urzędu lub na żądanie strony. O tym, kto w danym przypadku ma wystąpić z inicjatywą, decydują przepisy prawa administracyjnego materialnego. Regułę stanowi wszczęcie na żądanie strony gdy sprawa dotyczy przyznania jej jakiegoś uprawnienia oraz z urzędu gdy przedmiotem postępowania jest nałożenie na stronę obowiązku. Zasady te maja charakter ogólny, przepisy szczególne przewidują od nich wyjątki. Przykładem takiego wyjątku jest art. 102 Ustawy o pomocy społecznej, przewidujący możliwość wszczęcia z urzędu postępowania w sprawie udzielenia pomocy społecznej.

## Moment wszczęcia
Datą wszczęcia postępowania na żądanie strony jest dzień doręczenia takiego żądania organowi administracji, natomiast w przypadku wniesienia żądania strony drogą elektroniczną datą tą jest dzień wystawienia dowodu otrzymania, o którym mowa w art. 41 ustawy z dnia 18 listopada 2020 r. o doręczeniach elektronicznych (Dz.U. z 2024 r. poz. 1045).
Wniesienie takiego żądania obliguje organ do wydania aktu administracyjnego w postaci decyzji albo postanowienia, nawet gdy żądanie jest bezzasadne. Przepisy kpa nie określają w sposób jednoznaczny momentu wszczęcia postępowania z urzędu. W orzecznictwie NSA utrwalony został pogląd, że ustalenie daty wszczęcia postępowania zainicjowanego w takim trybie wymaga ustalenia daty pierwszej czynności dokonanej przez organ w danej sprawie, w stosunku do strony postępowania pod warunkiem, że o czynności tej stronę poinformowano. Mniej rozpowszechniony, ale również spotykany w literaturze jest pogląd, że datą wszczęcia postępowania z urzędu jest moment zawiadomienia strony o takiej inicjatywie organu.

## Obowiązki organu
O wszczęciu postępowania z urzędu lub na żądanie jednej ze stron należy powiadomić wszystkie osoby będące stronami w sprawie. Niedopełnienie powyższego obowiązku stanowi naruszenie przepisów kpa mające istotny wpływ na wynik sprawy, które może skutkować uchyleniem decyzji przez sąd administracyjny, ale tylko wówczas, gdy strona została pozbawiona możliwości uczestnictwa w postępowaniu. Zgodnie z art. 62 kpa organ administracji wszczynający z urzędu postępowanie w sprawie, w której wymagany jest wniosek, ma obowiązek uzyskać na to zgodę strony, a nie uzyskawszy jej postępowanie umorzyć.

## Współuczestnictwo
Na tle obowiązującego prawodawstwa można wszcząć i prowadzić jedno postępowanie dotyczące więcej niż jednej strony, jeżeli w sprawie jest właściwy ten sam organ, a prawa lub obowiązki stron wynikają z tego samego stanu faktycznego oraz takiej samej podstawy prawnej. Istotą współuczestnictwa w postępowaniu administracyjnym jest więc spełnienie trzech przesłanek:
- tożsamości stanu faktycznego
- tożsamości podstawy prawnej
- właściwości jednego organu administracji.

Przesłanki te muszą być spełnione łącznie.

## Podanie
Podanie wnosi się na piśmie, za pomocą telefaksu lub ustnie do protokołu. Podania utrwalone w postaci elektronicznej wnosi się na adres do doręczeń elektronicznych. W tym ostatnim przypadku do podania musi być dołączony podpis kwalifikowany albo zaufany bądź osobisty. Ostatnią z możliwych form jest wniesienie podania ustnie do protokołu. Podanie musi zawierać dane pozwalające na identyfikację tożsamości nadawcy i jego adresu, niedopuszczalne więc z punktu widzenia kpa są anonimy.

## Braki w podaniach
Jeżeli w podaniu nie umieszczono adresu wnoszącego, oraz na podstawie zawartych w nim danych nie ma możliwości jego ustalenia, to podanie takie pozostawia się bez rozpoznania. W wypadku innych braków, organ wzywa wnoszącego podanie do ich uzupełnienia w terminie wyznaczonym, nie krótszym niż siedem dni. Jeżeli braki te nie zostaną usunięte, podanie także zostanie pozostawione bez rozpoznania. Jeżeli podanie spełnia wymogi formalne, lecz zostało skierowane do organu niewłaściwego, organ ten niezwłocznie przekazuje je organowi właściwemu do rozpoznania sprawy.
Jeżeli podanie o wszczęcie postępowania spełnia wszystkie wymogi i zostało wniesione do organu właściwego, inicjuje ono postępowanie przed organem administracyjnym pierwszej instancji.